# Сподня Луша
Сподня Луша (словен. Spodnja Luša) — поселення в общині Шкофя Лока, Горенський регіон, Словенія. Висота над рівнем моря: 439,3 м.